# MotoHeroz
MotoHeroz è un videogioco di motociclismo per Wii pubblicato il 15 settembre 2011, e successivamente sviluppato anche per iPhone il 15 marzo 2012. Il gioco è stato sviluppato e pubblicato dalla RedLynx, e unisce gli elementi dei simulatori di guida a scorrimento orizzontale con quelli dei platform.